# Josef Koncz
Josef Koncz (ur. 30 października 1916 w Vel’ká (późniejsza dzielnica Popradu) na Słowacji, zm. 7 września 1988 w Getyndze) – niemiecki kardiochirurg.

## Życiorys
Był czwartym dzieckiem urzędnika kolejowego. Wykształcenie podstawowe zdobył w niemieckiej szkole w Vel’ká, a do niemieckiego gimnazjum uczęszczał w Kieżmarku. Po maturze w 1934 studiował medycynę na Uniwersytecie Karola w Pradze, którą ukończył w 1941 zdając egzamin państwowy. W tym samym roku uzyskał tytuł doktora medycyny i do końca września pracował jako lekarz w Georgenbergu. Następnie został powołany do armii słowackiej jako oficer sanitarny i brał udział w walkach na wschodzie z Armią Czerwoną i dotarł aż do bagien Prypeci. Następnie po przeniesieniu z frontu pracował w Rosenbergu, Budapeszcie, Baden jako lekarz asystent i po uzyskaniu specjalizacji jako chirurg. Od 8 maja 1945 do 12 października 1945 był pierwotnie w niewoli amerykańskiej, a następnie francuskiej. W tym czasie pracował jako lekarz w lazarecie w 'Andernach.
Po zwolnieniu z niewoli początkowo pracował w szpitalu w Wuppertalu, a od połowy listopada 1946 w klinice chirurgii Uniwersytetu w Getyndze, w której w styczniu 1953 obronił pracę habilitacyjną i objął stanowisko adiunkta (Oberarzt). W sierpniu 1959 został profesorem uczelnianym i od tego czasu prowadził nowo utworzony Oddział Chirurgii Klatki Piersiowej, Serca i Naczyń uniwersytetu w Getyndze. W 1967 został profesorem tytularnym. w 1971 jest jednym z założycieli Niemieckiego Towarzystwa Chirurgii Klatki Piersiowej, Serca i Naczyń, którego w latach późniejszych zostanie członkiem honorowym. Koncz należał do pionierów niemieckiej kardiochirurgii, włożył znaczący wkład w jej rozwój, jak i w stworzenie Centrum Kardiochirurgi w Getyndze z wykonywaniem operacji z użyciem krążenia pozaustrojowego. Już na początku lat 60. XX w. wykonywał z dobrym wynikiem korekcje całkowite tetralogii Fallota z użyciem sztucznego płucoserca.
W 1982 przeszedł na emeryturę. Za zasługi dla medycyny w 1988 został wyróżniony Medalem Albrechta von Hallera, który jest najwyższym odznaczeniem wydziału lekarskiego Uniwersytetu w Getyndze. W latach 1958–1981 był opiekunem 130 doktoratów i umożliwił przeprowadzenie 10 habilitacji. Jednym z jego uczniów był profesor Rainer de Vivie, wieloletni dyrektor Kliniki Chirurgii Serca i Naczyń uniwersytetu w Kolonii.
Zmarł 7 września 1988 na zawał serca.